# Can Rull (Sabadell)
|  | Aquest article tracta sobre el barri de Sabadell. Si cerqueu el mas de Sabadell, vegeu «masia de Can Rull». |

Can Rull és un barri de Sabadell situat al nord-oest de la ciutat. El barri deu el seu nom a la masia de Can Rull, la qual era la casa pairal de la família Rull als segles xvii i xviii.

## Història
Can Rull és un dels barris més antics de Sabadell fora del nucli històric. L'any 1924 el propietari dels terrenys, Victoriano Torán, ja va presentar un projecte per a la urbanització i la construcció d'habitatges en un marc de futura ciutat jardí. Els primers anys, la promotora va vendre parcel·les per a la construcció de cases unifamiliars amb hortes, que en molts casos van esdevenir torres d'estiueig construïdes per famílies de Sabadell i Barcelona. Una d'aquestes torres fou la que es va fer construir Lluís Companys l'any 1928, segons un projecte de l'arquitecte Melcior Vinyals i Muñoz, on hi feren estades la seva primera dona Mercè Micó i Busquets i el seu fill Lluís (Lluïset) i la seva filla Maria. Aquesta torre estava situada a la cantonada dels actuals carrers de Zorrilla i d'Antoni Vico, i va ser enderrocada a finals dels anys 1960.
Durant prop de setanta anys hi va existir el «Jardí de l'Amistat», de Llum de la Selva, avui integrat al Parc de Catalunya.

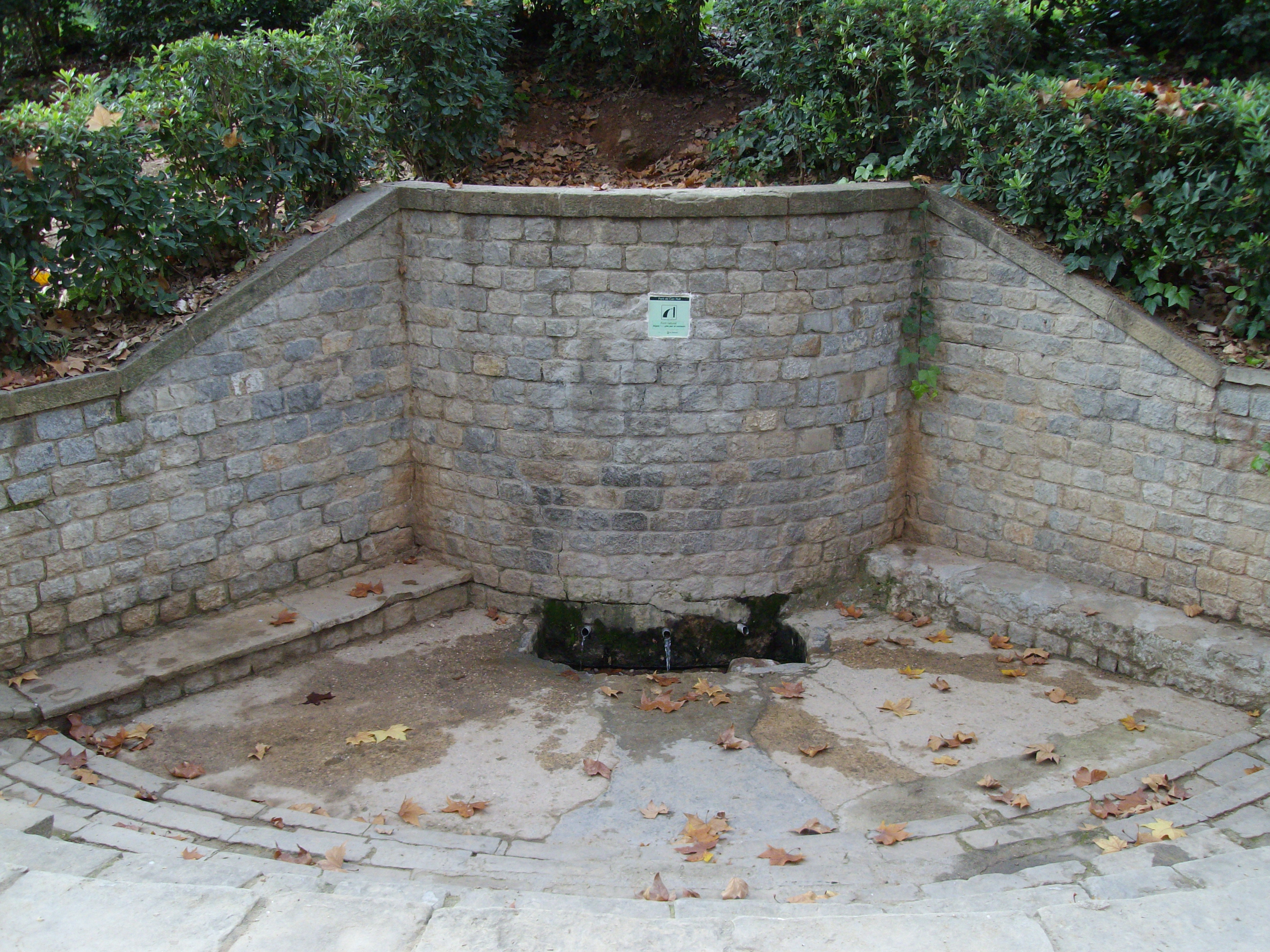
Font de Can Rull

L'any 1931 s'hi instal·là l'enllumenat públic, i durant la Segona República espanyola es construí l'Escola Unitària dels Bosc de Can Rull, l'any 1934. La primera pedra d'aquest grup escolar va ser posada pel president de la Generalitat de Catalunya Francesc Macià el 5 de març de 1933. Al llarg d'aquests anys 1930 en aquest paratge s'hi instal·laren moltes famílies d'arrel republicana, com les dels germans Josep i Joan Miralles i Orrit i Jaume Òssul i Crusafont, i al final s'hi acabà fundant el Centre Republicà Democràtic Federal de Can Rull. A la dècada dels anys 50, al voltant de la primitiva urbanització de Can Rull, van anar apareixent estades, barraques i habitatges d'autoconstrucció. Entre els anys 1954 i 1957 s'hi va instal·lar la xarxa de clavegueram i l'aigua corrent. A la dècada dels 60 la major part de la població que vivia a Can Rull eren treballadors de la indústria i de la construcció. A partir dels anys 70 es va produir el gran creixement de Can Rull, amb la construcció dels primers blocs d'edificis. El primer asfaltat de carrers i voreres es va produir entre els anys 1970 i 1974.
Actualment el barri ha assolit una major integració al nucli consolidat de la ciutat mitjançant el parc de Catalunya i l'Eix Macià.